# Aït (nom)
Pour les articles homonymes, voir Ait.

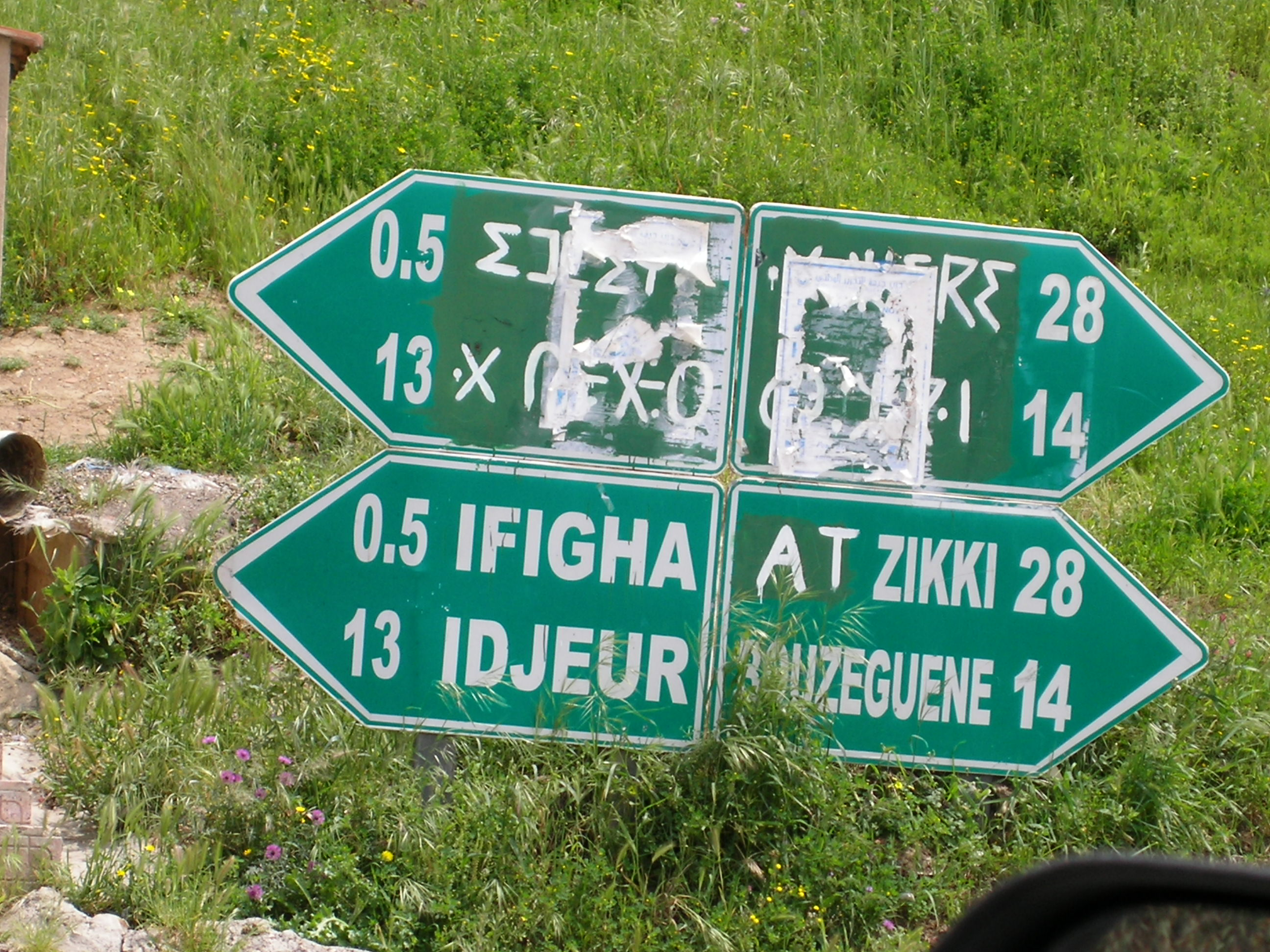
Panneau de signalisation en Algérie, montrant des preuves d’un différend sur la question de savoir si les noms doivent être écrits en arabe, en berbère ou en français.

Aït (en berbère : Ayt, en arabe : ايت) est un marqueur typique (mais non systématique) des langues berbères (ou Amazigh). Aït est le préfixe du nom de famille qui marque la filiation au peuple berbère et qui signifie « clan de » (ou encore « enfants de », « ceux de »).
Le préfixe Aït n'implique pas qu'il y ait une relation de parenté entre les personnes, celle ci étant caractérisée par le suffixe venant compléter le nom de famille.
Ce type de filiation se retrouve dans d'autres sociétés avec par exemple l'usage des préfixes « Mac » ou « Banu » pour ce qui concerne respectivement les sociétés écossaise ou arabe.
Dans certaines langues berbères comme le kabyle, il existe parfois sous sa forme reduite « at », par exemple at wexxam signifiant « les gens de la maison ».